# لوك دي فوس
لوك دي فوس هو مغني وكاتب وكاتب العمود بلجيكي، ولد في 12 يوليو 1962 في Wippelgem ‏ في بلجيكا، وتوفي في 29 نوفمبر 2014 في غنت في بلجيكا بسبب متلازمة الاختلال العضوي المتعدد.

## وصلات خارجية
- لوك دي فوس على موقع IMDb (الإنجليزية)
- لوك دي فوس على موقع ميوزك برينز (الإنجليزية)
- لوك دي فوس على موقع ديسكوغز (الإنجليزية)
- لوك دي فوس على موقع كينوبويسك (الروسية)